# Otlohs Gebet
Otlohs Gebet ist ein althochdeutscher Text, der im 11. Jahrhundert im Kloster St. Emmeram in Regensburg entstanden ist und als direktes Autograph von Otloh von St. Emmeram gilt. Die Sprache des Gebets ist Altbairisch, jene regionale Variante des Althochdeutschen, die im Frühmittelalter im baierischen Stammesherzogtum geschrieben wurde.

## Beschreibung
Das Gebet Otlohs gehört mit dem altalemannischen Physiologus und dem Sankt Galler Notkerglossator zu den spätesten Manuskripten, die auf Grund ihres Lautstandes noch der althochdeutschen Epoche zugerechnet werden. Viele linguistische Merkmale darin bilden jedoch schon einen Übergang zu mittelhochdeutschen Sprachformen, in diesem Fall bairisch-mittelhochdeutschen, und sind dadurch auch dem modernen Deutsch näher. Die Schrift ist in der karolingischen Minuskel gehalten, jedoch treten erstmals auch Großschreibungen auf, etwa bei Personennamen oder um einen Satzanfang zu markieren.
Es ist das umfangreichste Gebet der althochdeutschen Sprachstufe und basiert inhaltlich zum Teil auf dem lateinischen Gebet "O spes unica, o salus eterna et refugium omnium in te sperantium, deus". Der Schreiber hat dieses Gebet ins Altbairische übersetzt und den Text dabei teilweise gekürzt. Der Schlusssatz "In manus tuas, domine, commendo spiritum et corpus meum" (Übers.: In deine Hände, Herr, übergebe ich meinen Geist und meinen Körper) wurde dabei in Latein belassen, ebenso wie die Form der aufgezählten Apostel, Heiligen und Kirchenväter.
Typische linguistische Merkmale, die das Gebet als altbairisch erkennen lassen, sind etwa das Wort "trohtin" für Gott den Herrn, die Fortis-Konsonanten im Anlaut, dort wo andere althochdeutsche Idiome einen Lenis-Konsonanten haben (tu der pist …), einige aufs Bairische beschränkte Diphthonge, die Konjugationsformen der Verben, die partielle Weglassung der Vorsilbe "gi-" oder "ga-" bei Partizipialkonstruktionen (burt, statt Geburt), die Entrundung der Umlaute zu <e> (megi, für "möge") sowie einige spezifische Vokabeln. Manche <k> im Anlaut werden nicht als <c> geschrieben, sondern als aspiriertes <ch> (chlagen, klagen; chanst, kannst; bidenchest, bedenkest, cheina, keine; chindline, Kinder; …), wie es heute nur noch in den südbairischen Dialekten, etwa in Tirol, gesprochen wird. <ch> ist also als aspiriertes <kch> zu lesen!
Das Manuskript des Textes liegt heute in der Bayerischen Staatsbibliothek  in München unter der Signatur clm 14490, Seiten 61v-63v.

## Text

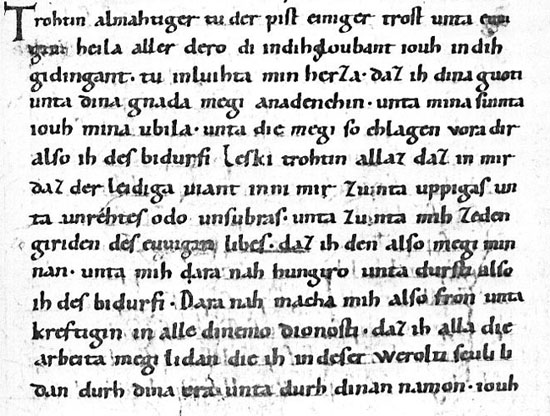
Herr allmächtiger, du bist der einzige Trost und das ewige Heil aller derer, die an dich glauben und in dich vertrauen. Du erleuchtest mein Herz, das ich deiner Güte und deiner Gnade angedenken möge …

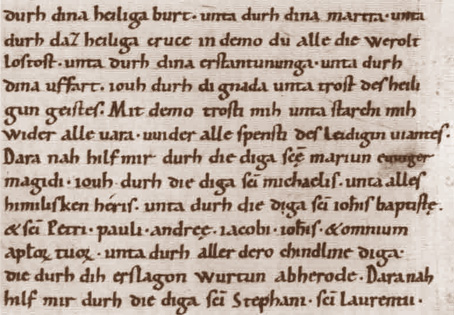
Durch deine heilige Geburt und durch dein Martyrium und durch das heilige Kreuz, mit dem du die ganze Welt erlöst hast …

„Trohtin almahtiger, tu der pist einiger trost unta euuigiu heila aller dero di in dih gloubant iouh in dih gidingant, tu inluihta min herza, daz ih dina guoti unta dina gnada megi anadenchin, unta mina sunta iouh mina ubila, unta die megi so chlagen vora dir, also ih des bidurfi. Leski, trohtin, allaz daz in mir, daz der leidiga viant inni mir zunta uppigas unta unrehtes odo unsubras, unta zunta mih ze den giriden des euuigin libes, daz ih den also megi minnan unta mih dara nah hungiro unta dursti also ih des bidurfi. Dara nah macha mih also fron unta kreftigin in alle dinemo dionosti, daz ih alla die arbeita megi lidan die ih in deser werolti sculi lidan durh dina era unta durh dinan namon iouh durh mina durfti odo durh iomannes durfti. Trohtin, du gib mir craft iouh du chunst dara zuo. Dara nah gib mir soliha gloubi, solihan gidingan zi dinero guoti, also ih des bidurfi unta soliha minna, soliha vorhtun unta diemuot unta gihorsama iouh gidult soliha, so ih dir alamahtigemo sculi irbieton iouh allen den menniscon mitten ih wonan. Dara nah bito ih daz du mir gebest soliha subricheit, minan gidanchan iouh minemo lihnamon, slaffentemo odo wachentemo, daz ih wirdiglihen unta amphanglihen zi dinemo altari unta zi allen dinemo dionosti megi gen. Dara nah bito ih daz du mir gilazzast aller dero tuginde teil, ana die noh ih noh nieman dir lichit: ze erist durh dina heiliga burt unta durh dina martra unta durh daz heiliga cruce, in demo du alle die werolt lostost, unta durh dina erstantununga unta durh dina uffart iouh durh di gnada unta trost des heiligun geistes. Mit demo trosti mih unta starchi mih wider alle vara, uuider alle spensti des leidigin viantes. 

Dara nah hilf mir durh die diga sancte Mariun euuiger magidi iouh durh die diga sancti Michaelis unta alles himilisken heris unta durh die diga sancti Johannis baptiste et sancti Petri, Pauli, Andree, Jacobi, Johannis et omnium apostolorum tuorum unta durh aller dero chindline diga, die durh dih erslagon wurtun ab Herode. Dara nah hilf mir durh die diga sancti Stephani, sancti Laurentii, Viti, Pancratii, Georgii, Mauricii, Dionisii, Gereonis, Kyliani, Bonifacii, Januarii, Ypoliti, Cyriaci, Syxti et omnium sociorum suorum. Dara nah hilf mir durh die diga sancti Emmerammi, Sebastiani, Fabiani, Quirini, Vincentii, Castuli, Blasii, Albani, Antonini. Dara nah hilf mir durh die diga sancti Silvestri, Martini, Remigii, Gregorii, Nicolai, Benedicti, Basilii, Patricii, Antonii, Hylarionis, Ambrosii, Augustini, Hieronimi, Wolfkangi, Zenonis, Symeonis, Bardi, Uodalrici, Leonis pape; et per preces sanctarum virginum Petronelle, Cecilie, Scolastice, Margarete. Dara nah hilf mir durh die diga omnium sanctorum tuorum, daz necheina mina sunta noh heina vara des leidigin viantes mih so girran megin, daz mih dina gnada bigeba.

Dara nah ruofi ih zi dinen gnadun umbi unser munusturi, daz zistorit ist durh unsre sunta, daz ez rihtet werde durh dina gnada unta durh allero dinero heiligono diga zu unsrun durftin unta allero durfti die hera dionunt odo hie gnada suochunt. Hugi, trohtin, unser allero durh dina managslahtiga gnada unta bidencha desi stat, so daz din era unta din lob hie megi wesen. Hugi ouh, trohtin, aller dero samanunge die ionar sin gisamanot in dinemo nemin, unta bidencha sie in omnibus necessitatibus suis. Dara nah bito ih umba alla die, die sih in min gibet haban bivolohon mit bigihto odo mit flegun, suer so si sin, sua so si din, daz tu si lazzest gniozzen des gidingen, den si zi dinon gnadun habent iouh zi minemo gibeti. Gnada in, trohtin, unta gihugi daz tu unsih gibuti beton umbe ein andra. Dara nah ruofo ih zi dinen gnadun umbe alla unsre rihtara, phaffon iouh leigun, daz tu sie soliha gimacchost, daz si sih selben megin grihten unte alla in untertana iouh bivolahna. Dara nah bito ih umbe alla mine chunlinga, daz tu sie bidenchist nah tinen gnadun. Dara nah bito ih umbe alla die, dieder io cheinna gnada mir gitatin odo cheina arbeita umbi mih io habitin vonna anaginna minas libes unzi an desa uuila, daz tu in lonast da si es bezzist bidurfin. Ih bito ouh umba alla die, dieder cheinnin wisun vonna mir giwirsirit odo ungitrostit wurtin, daz tu sie rihtest unta troistest mit dinero guoti. Dara nah bito ih umba allaz daz ungrihti iouh umba allen den unfrido iouh umba daz ungiwitiri, daz tir ioner si, daz tu, tuder elliu dinc maht, nah dinen gnadun bidenchest allaz. Dara nah ruofo ih umbi alla unsri bruodra virvarana, hie bigrabana, iouh umba alla die, die der hie sint bigraban mit rehtero glouba virvarana. Dara nah bito ih umba alla die toton, die hia bruderscaft habant, iouh umba alla die, dero alamuosan wir io imphiangin. Dara nah bito ih umba alla die, umbi die ioman muoz bitin dina gnada, daz si muozzen gniozzen alla mines lebannes unta des daz ih bin hie superstes hafter iro. Ze lezzist piviliho ih mih selben unta alla mina arbeita, allen minen fliz in dina gnada umbi daz, da ih selbo ni megi odo ni chunna odo ni uuella mih bidenchan durh mina brodi unta durh mina unruocha odo durh mina tumpheit, tu mih bidenchast also du maht unta chanst, unta also din guita unta din uuistuom ist. In manus tuas, domine, commendo spiritum et corpus meum.“